# Andrée Martignon
Andrée Martignon, née Czerniewski le 1er novembre 1888 à Pau et morte à Nice le 1er janvier 1977, est une romancière française du XXe siècle dont l’œuvre a marqué son époque par son amour de la nature et de la vie rurale.

## Biographie
Marie Yvonne Andrée Paule Czerniewski, née le 1er novembre 1888 à Pau, est la fille du musicien et organiste Léandre Czerniewski (1842-1932) et de Marie Joséphine Benetta Cornu.
Andrée Czerniewski est la benjamine d’une famille de huit enfants. Dès son plus jeune âge, elle développe une passion pour la nature, influencée par son père, organiste et professeur à Pau, qui lui enseigne à reconnaître et à apprécier les plantes. À huit ans, elle connaît déjà une centaine de plantes, leurs habitudes et leurs insectes familiers. Grâce à son père qui forme avec lui un trio musical, elle fait la connaissance du pyrénéiste Henry Russel qu'elle dit être à l'origine de attrait pour la montagne.
Après des études au couvent des Ursulines d'Auch, elle épouse Eugène Marie Paul Martignon (né à Jarnages en 1877), juge de paix, le 4 juin 1908 à Valence-sur-Baïse. Ils s’installent à Ségoufielle, dans le Gers, où elle vit jusqu’en 1947. Le couple a un fils, Serge, en 1921. Leur maison blanche près de la voie ferrée devient le lieu où Andrée écrit la majorité de ses ouvrages.
Après la mort de son mari à Nice en 1963, Andrée Martignon s’installe à Grasse-Magagnosc, dans les Alpes-Maritimes. Elle retourne à Ségoufielle en 1967, où elle retrouve avec émotion les lieux de son passé. Marie Martignon meurt à Nice le 1er janvier 1977.

## Carrière littéraire et œuvres principales

### Carrière Littéraire
En 1924, elle rédige avec son époux une brochure sur son ami Armand Praviel avec qui elle collaborera pour la page littéraire du journal La Garonne. Deux ans plus tard, ils publient une étude sur Joseph de Pesquidoux dans le Bulletin de la Société Gersoise d’Études Locales. Ces premières publications marquent le début de sa carrière littéraire.
Peu après son mariage, elle se lie d'amitié avec Francis Jammes et Jean Lebrau. Avec ce dernier qui habite Jurançon, elle fait de longues promenades dont elle fait le récit dans son premier livre, Le promeneur à pied, paru en 1928. Cet ouvrage publié dans la collection Les livres de nature est préfacé par Jacques Delamain. Elle entretient, sa vie durant, une correspondance soutenue avec Jean Lebrau. En 1966, il lui permet d'obtenir le Prix Francis Jammes, « un prix qui lui revenait, peut-on bien dire, depuis sa création », elle que le poète Francis Jammes, « avait bienveillamment pressée sur sa pèlerine de bure en l'appelant sa fille spirituelle ».
L’œuvre d’Andrée Martignon est caractérisée par un amour profond de la nature et de la vie rurale. Ses romans et récits didactiques mettent en avant la beauté des paysages, la simplicité de la vie à la campagne et la valeur du travail agricole. Elle idéalise souvent la vie rurale, tout en offrant une vision documentée et réaliste des pratiques agricoles de son époque.
Chroniqueuse littéraire dans des journaux régionaux du sud-ouest de la France, Andrée Martignon publie de nombreux romans, livres pour enfants et récits de promenades. En 1931, son livre Montagne reçoit le Prix de littérature touristique du Touring-Club de France. Des extraits de Jean des villes chez Jean des champs sont publiés dans des manuels scolaires en 1956 et 1957 et ses 29 histoires de bêtes sont publiées chez Fernand Nathan.

### Œuvres Principales
- Montagne[12], 1930 : Un hymne aux Pyrénées où la narratrice explore les montagnes avec deux amis.
- Le passager[13], 1933
- Jean des villes et Jean des champs[14], 1935 : Récit didactique montrant l’émerveillement d’un petit Parisien devant la campagne.
- Viens sur la montagne[15], 1944 : Suite de Jean des villes chez Jean des champs, où les héros découvrent la nature pyrénéenne.
- Le Maître du Pourtalhou[16], 1945 : Suite de Le Passager, raconte la vie d’Abel Harseneur, devenu maître de la propriété familiale.
- Physionomies et goûts des fleurs sauvages[17], 1947

### Fonds Martignon à la bibliothèque municipale de Pau
Lorsqu'elle confie ses archives à la bibliothèque de Pau en novembre 1974, elle écrit au conservateur : « Quoiqu'ayant habité successivement la Gascogne et la Provence, mon cœur reste attaché au Béarn. Je demeure paloise avant tout ». Ce fonds comprend ses manuscrits, ses œuvres et sa correspondance avec de nombreux écrivains, dont Elisabeth et Norbert Casteret, Georges Ledormeur, Raymond d'Espouy.

## Distinctions
- 1931 : Prix de littérature touristique du Touring-Club de France pour Montagne
- 1935 : 2e Prix Jeunesse pour Jean des villes et Jean des champs
- 1966 : Prix Francis Jammes